# The Atlanta Child Murders
The Atlanta Child Murders est une mini-série américaine en quatre épisodes de 60 minutes, diffusée à partir du 10 février 1985 sur le réseau CBS.

## Synopsis
Cette mini-série est une reconstitution d'une série de meurtres concernant 28 enfants afro-américains qui eurent lieu à Atlanta entre 1979 et 1981.

## Distribution
- Calvin Levels (VQ : Daniel Lesourd) : Wayne Williams
- Morgan Freeman (VQ : Guy Nadon) : Ben Shelter
- James Earl Jones (VQ : Victor Désy) : Major Walker
- Rip Torn (VQ : Jean Brousseau) : Lewis Slaton
- Jason Robards (VQ : François Cartier) : Alvin Binder
- Lynne Moody (VQ : Madeleine Arsenault) : Selena Cobb
- Ruby Dee (VQ : Françoise Faucher) : Faye Williams
- Gloria Foster (VQ : Élisabeth Chouvalidzé) : Camille Bell
- Paul Benjamin (VQ : Ronald France) : Homer Williams
- Martin Sheen (VQ : Yvon Thiboutot) : Chet Dettlinger
- Andrew Robinson (VQ : Hubert Gagnon) : Jack Mallard
- Christopher Allport : Larry Peterson
- Guy Boyd : Mike Edwards
- Gary Graham : Ken Lawson
- Bill Paxton : Campbell

## Fiche technique
- Réalisation : John Erman
- Scénario : Abby Mann
- Musique : Billy Goldenberg
- Montage : Neil Travis
- Production : Bill Finnegan et Sheldon Pinchuk
  - Production déléguée : Abby Mann et Gerald Rafshoon

## Distinctions

### Récompenses
- 1986 : Artios du meilleur casting TV pour mini-séries au Casting Society of America pour Marsha Kleinman et Kathleen Letterie

### Nominations
- 1985 : 2 nominations aux Emmy Awards